# Jan-Michael Vincent
Jan-Michael Vincent (Denver, Colorado, 1944. július 15. – Asheville, Észak-Karolina, 2019. február 10.) amerikai színész.

## Filmjei

### Mozifilmek
- The Bandits (1967)
- Journey to Shiloh (1968)
- A legyőzhetetlen (The Undefeated) (1969)
- Going Home (1971)
- Mestergyilkos (The Mechanic) (1972)
- The World's Greatest Athlete (1973)
- Buster and Billie (1974)
- Lóverseny winchesterre és musztángokra (Bite the Bullet) (1975)
- White Line Fever (1975)
- Baby Blue Marine (1976)
- Shadow of the Hawk (1976)
- A város ura (Vigilante Force) (1976)
- Damnation Alley (1977)
- Nagy szerda (Big Wednesday) (1978)
- Hooper, a kaszkadőr (Hooper) (1978)
- A kihívás (Defiance) (1980)
- A titokzatos város (The Return) (1980)
- Texasi élet (Hard Country) (1981)
- Last Plane Out (1983)
- Cheech és Chong – Kifelé a szobámból! (Get Out of My Room) (1985)
- Ellenséges terület (Enemy Territory) (1987)
- Illegális kivándorló (Born in East L.A.) (1987)
- Halállista (Hit List) (1989)
- Dirty Games (1989)
- Börtönbolygó (Alienator) (1990)
- A démon-medál átka (Demonstone) (1990)
- Xtro 2  (1990)
- Az arany amiben hiszünk (In Gold We Trust) (1990)
- Hangfire (1991)
- Csupasz ideg (Raw Nerve) (1991)
- Beyond the Call of Duty (1992)
- Éjféli tanú (Midnight Witness) (1993)
- Sins of Desire (1993)
- Hidden Obsession (1993)
- Halálos hősök (Deadly Heroes) (1993)
- Tisztességtelen viselkedés (Indecent Behavior) (1993)
- Ipi Tombi (1994)
- A találkozás (Abducted II: The Reunion) (1995)
- A csendes kopó (Codename: Silencer) (1995)
- Ice Cream Man (1995)
- Russian Roulette – Moscow 95 (1995)
- The Last Kill (1996)
- Buffalo '66, avagy a megbokrosodott teendők (Buffalo '66) (1998)
- No Rest for the Wicked (1998)
- Irány a Grizzly-hegy (Escape to Grizzly Mountain) (2000)
- The Thundering 8th (2000)
- White Boy (2002)

### Tv-filmek
- Tribes (1970)
- The Last of the Powerseekers (1971)
- The Catcher (1972)
- Sandcastles (1972)
- Deliver Us from Evil (1973)
- Forrongó világ (The Winds of War) (1983)
- Airwolf (1984)
- Az Alcatraz foglyai (Six Against the Rock) (1987)
- Tarzan Manhattanben (Tarzan in Manhattan) (1989)
- The Final Heist (1991)
- Singapore Sling (1993)
- Ősamazonok (Jurassic Women) (1996)
- Lethal Orbit (1996)

### Tv-sorozatok
- Dragnet 1967 (1967, egy epizódban)
- Lassie (1968, három epizódban)
- Bonanza (1968–1969, két epizódban)
- The Banana Splits Adventure Hour (1968–1969, tíz epizódban)
- The Survivors (1969–1970, tíz epizódban)
- Dan August (1971, egy epizódban)
- Storefront Lawyers (1971, egy epizódban)
- Minden lében két kanál (The Persuaders!) (1971, egy epizódban)
- Gunsmoke (1971, egy epizódban)
- Marcus Welby, M.D. (1973, egy epizódban)
- Toma (1973, egy epizódban)
- Police Story (1973, 1975, két epizódban)
- Airwolf (1984–1986, 55 epizódban)
- Hotel (1986, egy epizódban)
- Airwolf (1987, egy epizódban)
- A fejvadász (Renegade) (1994, egy epizódban)
- Nash Bridges – Trükkös hekus (Nash Bridges) (1997, egy epizódban)